# Dieta sostenible
Las dietas sostenibles se definieron primero como "opciones de alimentos que respaldan la vida y la salud dentro de los límites del sistema natural en el futuro previsible",  en el artículo de 1986 de Gussow y Clancy. En 2010, la FAO y Bioversity International definieron una dieta sostenible como:
...aquellas dietas con bajo impacto ambiental que contribuyen a la seguridad alimentaria y nutricional y a una vida sana para las generaciones presentes y futuras. Las dietas sostenibles protegen y respetan la biodiversidad y los ecosistemas, son culturalmente aceptables, accesibles, económicamente justas y asequibles, son nutricionalmente adecuadas, seguras y saludables, y optimizan los recursos naturales y humanos. 
La FAO también describe los objetivos de la práctica de una dieta sostenible para lograr un crecimiento y desarrollo óptimos, así como el apoyo al bienestar físico, mental y funcional, al tiempo que se previene la desnutrición y se promueve la biodiversidad y la salud planetaria. La literatura posterior intenta convertir ese concepto interpretable en un concepto "operacionalizable" para crear un sistema alimentario sostenible.

## Características
Estas dietas intentan abordar las deficiencias de nutrientes (por ejemplo, desnutrición) y el exceso (por ejemplo, obesidad), al mismo tiempo que cubren fenómenos ecológicos como el cambio climático, la pérdida de biodiversidad y la degradación de la tierra.
Las dietas sostenibles con frecuencia buscan reducir el impacto ambiental de todo el sistema alimentario contribuyente. Estos esfuerzos pueden abordar cualquier cosa, desde prácticas de producción y distribución hasta otras consideraciones económicas o de sistemas (como el desperdicio de alimentos). Sin embargo, la mayoría de las dietas sostenibles incluyen la reducción del consumo de carne, lácteos y huevos, debido al amplio impacto ambiental negativo de estas industrias.
Como tema, también cubre el estudio de patrones de alimentación que tienen en cuenta el impacto que tiene el consumo de alimentos sobre los recursos planetarios y la salud humana, al mismo tiempo que promueve las necesidades del medio ambiente, la sociedad y la economía. Este creciente cuerpo de investigación es reconocido por una variedad de organismos internacionales como la Organización de las Naciones Unidas para la Agricultura y la Alimentación (FAO) y la Organización Mundial de la Salud (OMS).

## Motivaciones al cambio de dieta
Un estudio realizado entre 2010 y 2014, observó un aumento en la conciencia de los beneficios sostenibles de la disminución del consumo de carne. Los investigadores justificaron este aumento como parte de un efecto de “halo”. Es decir, debido a un aumento en la conciencia de la salud y la eficiencia económica tanto de los individuos como de los individuos que desean comer de manera más saludable, también aumentaron positivamente su evaluación de los impactos ambientales.
Se ha determinado que las decisiones sobre el consumo de alimentos dependen de la salud, la naturalidad, el precio y la sociabilidad. Estos pueden facilitar o retener posibles cambios de dieta o fuentes de alimentos. Además se ha observado, que a medida que las personas comienzan a participar en comportamientos más positivos para el medio ambiente, puede impulsar la búsqueda de comer de manera más saludable y más sostenible desde el punto de vista ambiental.
Al momento de motivarse a realizar un cambio de dieta, se puede asumir que tiene como base tres tipos de valores principales: egoísta, altruista y biosférico.  Los valores egoístas son aquellos que conciernen a las personas debido a un impacto personal directo. Los valores altruistas son aquellos que preocupan a las personas por su relevancia para los demás. Los valores biosféricos son aquellos que preocupan a los individuos debido a su impacto en los sistemas ecológicos, los animales no humanos y las plantas.
Las elecciones de alimentos no siempre son un reflejo de la motivación o los valores y no reflejan las intenciones ambientales potenciales del individuo o la falta de ellas, sino que son elecciones que no se toman conscientemente.

## Componentes
La FAO y la OMS han descrito 16 componentes de una dieta saludable y sostenible. El esquema divide los componentes en secciones sobre aspectos de salud, ambientales y socioculturales. Cada componente también está en consonancia con los actuales Objetivos de Desarrollo Sostenible (ODS) de las Naciones Unidas.

### Salud
Según las Naciones Unidas, una dieta saludable y sostenible comienza con la lactancia. Para niños y adultos, incluye una amplia variedad de alimentos mínimamente procesados que están equilibrados entre los grupos de alimentos. La dieta sostenible se basa principalmente en plantas, y se basa en gran medida en cereales integrales, legumbres, frutas y verduras. La dieta sostenible también se complementa con cantidades moderadas de huevos, lácteos, aves y pescado, e incluye un mínimo de carne roja. La dieta sostenible también debe ser moderada en proporción, con todas las necesidades dietéticas satisfechas pero no excedidas en gran medida. Por último, una dieta saludable y sostenible también incluye agua potable limpia y segura.

### Impacto medioambiental
Para calificar como una dieta sostenible según las directrices de la ONU, una dieta debe mantener las emisiones de gases de efecto invernadero, el uso de fertilizantes y la contaminación dentro de los objetivos de sostenibilidad establecidos. La dieta también debe reducir el riesgo de enfermedades no transmisibles y promover el bienestar general. Además, los alimentos producidos de acuerdo con una dieta sostenible deben minimizar el uso de antibióticos y plásticos.

### Impacto sociocultural
Una dieta sostenible ideal también tiene en cuenta la cultura local y las prácticas culinarias en una región determinada, incluido el énfasis en los productos alimenticios de origen local y el conocimiento de los alimentos regionales, además de ser accesible y asequible. Un aspecto principal de la sostenibilidad sociocultural es el enfoque en la gestión e identificación de impactos culturales de su implementación.

### Dietas descritas como sostenibles
Las dietas sostenibles se asocian típicamente con dietas bajas en carbono, que están estructuradas para reducir el impacto del calentamiento global. Los ejemplos más importantes de este tipo de dietas son las dietas a base de plantas. Otros enfoques también se centran en factores ambientales más amplios, así como en desafíos sociales y económicos.
Se suele asumir que la localidad de alimentos es un componente importante para que una dieta sea ambientalmente sostenible. Sin embargo, un estudio mostró que las huellas de carbono y contaminantes debidos al transporte de alimentos son casi siempre insignificantes, con excepción de los alimentos transportados por barco, en comparación con las otras fuentes en la producción de alimentos.
Un estudio de 2020 encontró que los efectos de mitigación del cambio climático de cambiar la producción y el consumo de alimentos en todo el mundo a dietas basadas en plantas, que se componen principalmente de alimentos que requieren solo una pequeña fracción de la tierra y las emisiones de CO2 requeridas para la carne y los lácteos, podrían compensar las emisiones de CO2 iguales a las de los últimos 9 a 16 años de emisiones de combustibles fósiles en naciones que agruparon en 4 tipos.

## En la práctica

### Dietas sostenibles y género
Se ha observado que es más probable que las mujeres compren productos etiquetados como ecológicos, ecológicos y sostenibles que los hombres. Se ha sugerido que este estereotipo se puede modificar a través de modificación en el empaque o mercadeo y crear una comunidad que rodee los comportamientos ecológicos o sostenibles, como entre los gourmets, en los que se ha visto una participación mayoritariamente masculina.

### Práctica "menos, pero mejor" de consumo de carne
La frase "menos, pero mejor" se refiere a la disminución en la cantidad total de carne mientras aumenta la calidad general de la carne consumida. La calidad, en este caso, se refiere a la forma sostenible y responsable en la que se cría el ganado.  Otra frase similar es "menos, pero más variada", que se refiere a que se consume menos proteína de la carne y al mismo tiempo proteínas de origen vegetal.  Se ha demostrado que ambas frases afectan las elecciones del consumidor, pero no con todos los consumidores.
Muchas personas no quieren dañar a los animales, sin embargo, optan por consumir dietas en las que estos son los resultados para los animales. Esta situación se ha denominado "la paradoja de la carne".
Menos, pero mejor es un concepto que también suelen utilizar los gourmets. Los gourmets son consumidores orientados al gusto y la calidad. Las regulaciones para alimentos gourmet son inherentemente sostenibles, ya que prefieren trabajar con productos de temporada y de origen local. Disfrutan cocinar y crear comidas basadas en plantas y si incluyen carne en sus platos, lo hacen en porciones pequeñas y de alta calidad.

### Reacciones y política
La mayoría de las pautas dietéticas para dietas sostenibles se centran en el trabajo de ONG e investigadores. Los gobiernos han tardado en adoptar pautas de "dieta sostenible", con solo unas pocas recomendaciones de publicación.  Algunas industrias, como la industria de alternativas a la carne, han adoptado estas recomendaciones, mientras que la industria cárnica está presionando activamente en su contra.  De manera más general, las empresas industriales de alimentos no han adoptado una "dieta sostenible" como parte de sus estrategias corporativas de sostenibilidad.

## Problemas futuros

### Sostenibilidad de las recomendaciones dietéticas
Aunque las recomendaciones dietéticas suele estar disponibles en el empaque de casi todos los alimentos; esto no sucede con la información ambiental, como las emisiones de gases de efecto invernadero. Aunque algunas naciones, como los Países Bajos y Suecia si han establecido pautas de dietas sostenibles para sus ciudadanos.
Se considera que las dietas más saludables están asociadas con una reducción de las emisiones de gases de efecto invernadero. En comparación con una dieta estadounidense típica, un cambio a una dieta saludable tiene el potencial de reducir las emisiones hasta en un 15 por ciento y un 27 por ciento si se lograra un cambio a una dieta sostenible.  Aunque estos cambios no requieren eliminación completa la carne de las dietas, sí requiere un ajuste en las cantidades de nutrientes consumido de modo que cumplan con las recomendaciones de salud.

### Desafíos del consumo de alimentos y el impacto ambiental
Se ha argumentado que las dietas sostenibles no son factibles porque requieren eliminar derivados cárnicos por sustitutos vegetales de un sabor inferior, lo que reduce su atractivo al público en general.A lo que se agrega que muchas personas consideran que su propia disminución en el consumo de carne tiene poco o ningún efecto sobre el cambio climático en general. Además de considerar al sabor de la carne es más placentero en comparación a fuentes vegetales de proteínas.